# SUPER Very best
『SUPER Very best』（スーパー・ベリー・ベスト）は、V6の3作目のベスト・アルバム。2015年7月29日にavex traxより発売された。略称は「SVb」。

## 概要
2015年11月1日に、デビュー20周年を迎えるV6のデビュー曲「MUSIC FOR THE PEOPLE」（1995年11月1日発売）から最新となる45thシングル「Timeless」（2015年5月8日発売）までのシングル45曲と新曲が収録されている、V6初のオールタイム・ベスト。
アルバムとしては、前作『Oh! My! Goodness!』からおよそ2年5か月ぶり、ベスト・アルバムとしては前作『Very best II』からはおよそ9年ぶりのリリースである。
シングルA面曲として発表されたが本作に収録されていない楽曲は、「EASY SHOW TIME」、「Life goes on」、「MY DAYS」、「one」、「強くなれ」、「僕と僕らのあした」、「Rainbow」、「Swing!」、「Catch」、「タカラノイシ」の10曲。
「MUSIC FOR THE PEOPLE」は1stベストアルバム「Very best」収録バージョンと同じバージョンを収録し、「WAになっておどろう」は「SVb version」という新録バージョンを収録しているため、この2曲はシングルバージョンとは異なる音源が収録されている。

## チャート成績
オリコンチャートによると、初週15.2万枚を売り上げ、2015年8月10日付週間アルバムランキング1位を獲得した。アルバム首位は「Voyager」以来、7年11ヶ月ぶりで通算11作目。これによって1990年代、2000年代、2010年代の3つの年代をまたいで1位を獲得したことになる。2015年の年間アルバムランキングでは18位となり、シングルとアルバムを通じて初めて20位以内にランクインした。

## 形態
全5種。シングル45作品の楽曲をCD 3枚組で網羅する。DISC 1、DISC 2の内容は全形態で共通している。初回生産限定盤A、初回生産限定盤B、Loppi・HMV盤のDISC 3には、それぞれ異なる新曲が追加収録される。またクレジットされていないが通常盤にはシークレットトラックがあり、既存曲が初CD音源化している。DVDの収録内容はすべて異なる。
- 初回生産限定盤A [3CD+DVD]　（新曲）
- 初回生産限定盤B [3CD+DVD]　（新曲）
- 通常盤 [3CD]　（シークレットトラック）
- Loppi・HMV盤 [3CD+グッズ]　（新曲）
- V6 20th ANNIVERSARY SHOP限定盤 [3CD+4DVD]

## 収録曲
※はアルバム初収録曲。シングル曲の解説はそのページを参照。

### CD

#### DISC 1
1. MUSIC FOR THE PEOPLE (4:31)
作詞：秋元康、作曲：G.Pasquini・S.Oliva・A.Contini・J.Batten、編曲：木村貴志
  - 1stシングル
2. MADE IN JAPAN (4:21)
作詞：平井森太郎、ラップ詞：motsu、作曲：Pasquini・Batten、編曲：星野靖彦
  - 2ndシングル
3. BEAT YOUR HEART (3:49)
作詞：MOTSU・平井森太郎、作曲：Pasquini・Guio・A.Contini・S.Olivia、編曲：Rodgers-Contini
  - 3rdシングル
4. TAKE ME HIGHER (5:19)
作詞：鈴木計見、作曲：PASQUINI-BATTEN-CONTINI、編曲：星野靖彦
  - 4thシングル
5. 愛なんだ (4:55)
作詞：松井五郎、作曲：玉置浩二、編曲：CHOKKAKU
  - 5thシングル
6. 本気がいっぱい (3:49)
作詞：Lucy E、作曲：Eddy Blues、編曲：上野圭市
  - 6thシングル
7. WAになっておどろう [SVb version] (4:15)
作詞・作曲：長万部太郎、編曲：上野圭市
  - 7thシングルのベストアルバムバージョン

2ndアルバム『NATURE RHYTHM』に収録されたNEW ALBUM MIXを基にボーカルを再録、一部アレンジが変更された他、アウトロがフェードアウトからカットアウトに変更された。
8. GENERATION GAP (5:14)
作詞：藤井フミヤ、作曲：藤井尚之、編曲：上野圭市
  - 8thシングル
9. Be Yourself! (4:24)
作詞：山田ひろし、作曲：Dave Rodgers、編曲：星野靖彦
  - 9thシングル
10. 翼になれ (4:40)
作詞作曲：奥居香、編曲：上野圭市
  - 10thシングル
11. over (5:43)
作詞：20th Century、作曲：菊池一仁、編曲：明石昌夫
  - 11thシングル「over/EASY SHOW TIME」の1曲目
12. Believe Your Smile (5:26)
作詞：菊池一仁・六ツ見純代、作曲：菊池一仁、編曲：上野圭市
  - 12thシングル
13. 自由であるために (4:49)
作詞：松井五郎、作曲：菊池一仁、編曲：明石昌夫
  - 13thシングル
14. 太陽のあたる場所 (5:16)
作詞：BANANA ICE、作曲：BANANA ICE・笹本安詞、編曲：下町兄弟
  - 14thシングル
15. 野性の花 (4:15)
作詞：真木須とも子、作曲・編曲：田島貴男
  - 15thシングル「MILLENNIUM GREETING」の1曲目

#### DISC 2
1. IN THE WIND (5:15)
作詞：小幡英之、作曲：佐藤竹善、編曲：小林信吾
  - 16thシングル
2. CHANGE THE WORLD (4:52)
作詞：松本理恵、作曲：渡辺未来、編曲：上野圭一
  - 17thシングル
3. 愛のMelody (4:53)
作詞・作曲：オオヤギヒロオ、編曲：武藤良明
  - 18thシングル
4. キセキのはじまり (4:07)
作詞：黒須チヒロ、作曲：菊池一仁、編曲：CHOKKAKU
  - 19thシングル「キセキのはじまり/SHODO」の1曲目
5. 出せない手紙 (4:41)
作詞：セキヤヒサシ、作曲・編曲：PIPELINE PROJECT
  - 20thシングル
6. Feel your breeze (4:06)
作詞：村野直球、作曲：宮﨑歩、編曲：鈴木健治
  - 21stシングル「Feel your breeze/one」の1曲目
7. メジルシの記憶 (4:28)
作詞：S.O.S・小林夏海、作曲・編曲：山口寛雄
  - 22ndシングル
8. Darling (4:07)
作詞：MIZUE、作曲：TSUKASA、編曲：本間昭光
  - 23rdシングル
9. COSMIC RESCUE (4:44)
作詞：篠崎隆一、作曲：関淳二郎、編曲：h-wonder
  - 24thシングル「COSMIC RESCUE/強くなれ」の1曲目
10. ありがとうのうた (4:02)
作詞：A.S.Z.project、作曲：日比野元気、編曲：K-Muto
  - 25thシングル
11. サンダーバード-your voice- (4:16)
作詞：motsu、作曲：RAM RIDER、編曲：RAM RIDER CREW・鈴木雅也
  - 26thシングル
12. UTAO-UTAO (5:06)
作詞：御徒町凧、作曲：HIKARI、編曲：シライシ沙トリ
  - 27thシングル
13. Orange (5:33)
作詞・作曲・編曲：HIKARI
  - 28thシングル
14. グッデイ!! (4:29)
作詞・作曲・編曲：コモリタミノル
  - 29thシングル
15. HONEY BEAT (4:52)
作詞・作曲：近藤薫、編曲：鈴木雅也
  - 30thシングル「HONEY BEAT/僕と僕らのあした」の1曲目

#### DISC 3

##### 通常盤・V6 20th ANNIVERSARY SHOP盤
1. ジャスミン （4:48） 
作詞・作曲：近藤薫、編曲：小幡英之
  - 31stシングル「ジャスミン/Rainbow」の1曲目
2. way of life （4:44） 
作詞：Shihomi、作曲：Hiroo Yamaguchi、編曲：h-wonder
  - 32ndシングル
3. 蝶 （3:52） 
作詞：キノシタトモヤ、作曲：加藤裕介、編曲：加藤裕介・陶山隼
  - 33rdシングル
4. LIGHT IN YOUR HEART （4:09）
作詞：KOMU、作曲：加藤裕介、編曲：Yoshimasa Kawabata
  - 34thシングル「LIGHT IN YOUR HEART/Swing!」の1曲目
5. スピリット （4:53）
作詞・作曲：清水昭男、編曲：鈴木雅也、弦楽
  - 35thシングル
6. GUILTY （4:35）
作詞：KAORU、Rap詞・作曲:Kohei by SIMONSAYS、編曲:陶山隼
  - 36thシングル
7. only dreaming （4:41）
作詞・作曲：作田雅弥　編曲：陶山隼
  - 37thシングル「only dreaming/Catch」の1曲目
8. Sexy.Honey.Bunny! （4:16）
作詞：西寺郷太　作曲・編曲：corin.
  - 38thシングル「Sexy.Honey.Bunny!/タカラノイシ」の1曲目
9. バリバリBUDDY! （3:03）
作詞・作曲：キノシタトモヤ　編曲：鈴木雅也
  - 39thシングル
10. kEEP oN. （6:06）
作詞・作曲：西寺郷太 & corin.　編曲：corin.
  - 40thシングル
11. ROCK YOUR SOUL （5:19）
作詞・作曲：清水昭男　編曲：鈴木雅也
  - 41stシングル
12. 君が思い出す僕は 君を愛しているだろうか※（4:02）
作詞：Mariko Ogata、作曲：Baby Scent･Dino Cirone、編曲：鶴田海生
  - 42ndシングル
13. 涙のアトが消える頃※（4:50）
作詞：kei、作曲：GT-R、編曲：CHOKKAKU
  - 43rdシングル
14. Sky's The Limit※（4:37）
作詞：Komei Kobayashi、作曲：CHOKKAKU・Samuel Waermo、編曲：CHOKKAKU
  - 44thシングル
15. Timeless※（4:15）
作詞：Takuya Harada・Komei Kobayashi、作曲：Takuya Harada・川口進、編曲：鈴木Daichi秀行
  - 45thシングル
16. SP "Break The Wall" - REVOLUTIONS feat. V6 & ☆Taku Takahashi（m-flo） (5:16) 
作詞：STAXX T　作曲：菅野祐悟・Taku
  - 配信限定曲

本作でCD初収録。
シークレットトラックとして通常盤のみ収録。

##### 初回生産限定盤A
1. ジャスミン
2. way of life
3. 蝶
4. LIGHT IN YOUR HEART
5. スピリット
6. GUILTY
7. only dreaming
8. Sexy.Honey.Bunny!
9. バリバリBUDDY!
10. kEEP oN.
11. ROCK YOUR SOUL
12. 君が思い出す僕は 君を愛しているだろうか
13. 涙のアトが消える頃
14. Sky's The Limit
15. Timeless
16. 〜此処から〜
作詞：V6、作曲：井ノ原快彦、編曲：久米康嵩

##### 初回生産限定盤B
1. ジャスミン
2. way of life
3. 蝶
4. LIGHT IN YOUR HEART
5. スピリット
6. GUILTY
7. only dreaming
8. Sexy.Honey.Bunny!
9. バリバリBUDDY!
10. kEEP oN.
11. ROCK YOUR SOUL
12. 君が思い出す僕は 君を愛しているだろうか
13. 涙のアトが消える頃
14. Sky's The Limit
15. Timeless
16. Wait for You
作詞：Micro（Def Tech）、作曲：Ameerah A. Roelants･Zac Poor･Yohanne Simon･David Sebon･Kyung Mi Kim、編曲：RedOne

##### Loopi・HMV限定盤
1. ジャスミン
2. way of life
3. 蝶
4. LIGHT IN YOUR HEART
5. スピリット
6. GUILTY
7. only dreaming
8. Sexy.Honey.Bunny!
9. バリバリBUDDY!
10. kEEP oN.
11. ROCK YOUR SOUL
12. 君が思い出す僕は 君を愛しているだろうか
13. 涙のアトが消える頃
14. Sky's The Limit
15. Timeless
16. HELLO
作詞・作曲：Chemical Volume
6thアルバム『Volume 6』収録曲「Hello」とは異なる。

### DVD

#### 初回生産限定盤A
1. 「〜此処から〜」Music Video
2. V6 20th ANNIVERSARY 〜6人だけの合宿企画〜"until now"編
3. 6/20 V6 20th ANNIVERSARY 〜Timeless〜イベントダイジェスト映像
  1. WAになっておどろう
  2. MUSIC FOR THE PEOPLE
  3. Sky's The Limit
  4. Timeless
  5. 〜此処から〜
  6. SPOT LIGHT

#### 初回生産限定盤B
1. 「Wait for You」Music Video
メニュー画面の「とある部分」を押すとダンスバージョンが見られる。
2. V6 20th ANNIVERSARY 〜6人だけの合宿企画〜"from now"編
3. Music Video & ジャケット撮影密着ドキュメント

#### V6 20th ANNIVERSARY SHOP限定盤
※はDVD初収録映像。4枚のDVDに54曲のMusic Video（以下、MV）が収録されている。発売前は「常夏VIBRATION」の表記がなく53曲となっていたが実際には入っている。脚注で、同内容が他のDVDに収録された機会を紹介する。

##### DISC 1
1. MUSIC FOR THE PEOPLE[6]
2. MADE IN JAPAN[6]
3. BEAT YOUR HEART[6]
4. TAKE ME HIGHER[6]
5. 愛なんだ[6]
6. 本気がいっぱい[7]
7. WAになっておどろう[7]
8. GENERATION GAP[7]
9. Be Yourself![7]
10. 翼になれ[7]
11. over[7]
12. Believe Your Smile[8]
13. 自由であるために[8]
14. 太陽のあたる場所[8]
15. 野性の花[8]

##### DISC 2
1. IN THE WIND[8]
2. CHANGE THE WORLD[8]
3. 愛のMelody[8]
4. キセキのはじまり[8]
5. 出せない手紙[8]
6. Feel your breeze[9]
7. メジルシの記憶[10]
8. Darling[9]
9. COSMIC RESCUE[9]
10. 強くなれ[9]
11. ありがとうのうた[10][11]
12. サンダーバード -your voice-[9]
13. UTAO-UTAO※
14. Orange※
15. グッデイ!![11]

##### DISC 3
1. HONEY BEAT※
2. 僕と僕らのあした[11]
3. ジャスミン[12]※
4. Voyager ～ボイジャー～[13]
5. way of life[14]
6. 蝶[14]
7. 常夏VIBRATION[15]
8. LIGHT IN YOUR HEART[11][14]
9. Swing![11][14]
10. スピリット[14][16]
11. GUILTY[14][16]
12. 星が降る夜でも[14]

##### DISC 4
1. only dreaming[11]
2. Sexy.Honey.Bunny![11]
3. バリバリBUDDY![11]
4. kEEP oN.[11]
5. ROCK YOUR SOUL[11]
6. Supernova[13]
7. 大人Guyz[13]
8. 君が思い出す僕は 君を愛しているだろうか[11]
9. 涙のアトが消える頃[11]
10. Sky's The Limit[11]
11. Timeless[11]
12. SPOT LIGHT[11]

- MVが収録されていないのは、「one (Japanese version)」(CSで放送確認済み)、「Hard Luck Hero」(CSで放送確認済み)、新曲である「～此処から～」[17]、「Wait for You」[18]。またMVに近いものでは「晴れ過ぎた空[10]」、「それぞれの空[19]」、「WALK」が収録されていない。
- また20th CenturyとComing Centuryの楽曲や、バージョン違い[20] は収録されていない。

## 特典

### Loppi・HMV限定盤
ローソン店内のLoppiで予約を受付けていた。
グッズ「V6 20th ANNIVERSARY ラバーバンド メンバーカラー6種セット」が付いた同梱BOX仕様。

### V6 20th ANNIVERSARY SHOP限定盤
完全受注限定生産であり、2015年6月22日10:00まで受け付けていた。
購入者の名前入り（予約時に自由入力）スリーブビッグサイズ仕様。

### その他
先着予約・購入店舗特典のクリアファイル（全5種）が付く。ただし、Loppi・HMV盤とV6 20th ANNIVERSARY SHOP限定盤には付いていない。